# Westland
Westland este o comună în provincia Olanda de Sud, Țările de Jos. Teritoriul este o regiune în care horticultura în sere este foarte bine dezvoltată.

## Localități componente
De Lier, 's-Gravenzande, Monster, Naaldwijk, Wateringen, Heenweg, Honselersdijk, Kwintsheul, Maasdijk, Poeldijk, Ter Heijde.